# Rush/Diskografie
Diese Diskografie ist eine Übersicht über die musikalischen Werke der kanadischen Rockband Rush. Den Schallplattenauszeichnungen zufolge hat sie bisher mehr als 32,7 Millionen Tonträger verkauft, davon alleine in ihrer Heimat über 2,9 Millionen. Ihre erfolgreichste Veröffentlichung ist das Album Moving Pictures mit über 5,4 Millionen verkauften Einheiten.

## Alben

### Studioalben
| Jahr | Titel                | Höchstplatzierung, Gesamtwochen, AuszeichnungChartplatzierungen (Jahr, Titel, Platzierungen, Wochen, Auszeichnungen, Anmerkungen) | Höchstplatzierung, Gesamtwochen, AuszeichnungChartplatzierungen (Jahr, Titel, Platzierungen, Wochen, Auszeichnungen, Anmerkungen) | Höchstplatzierung, Gesamtwochen, AuszeichnungChartplatzierungen (Jahr, Titel, Platzierungen, Wochen, Auszeichnungen, Anmerkungen) | Höchstplatzierung, Gesamtwochen, AuszeichnungChartplatzierungen (Jahr, Titel, Platzierungen, Wochen, Auszeichnungen, Anmerkungen) | Höchstplatzierung, Gesamtwochen, AuszeichnungChartplatzierungen (Jahr, Titel, Platzierungen, Wochen, Auszeichnungen, Anmerkungen) | Höchstplatzierung, Gesamtwochen, AuszeichnungChartplatzierungen (Jahr, Titel, Platzierungen, Wochen, Auszeichnungen, Anmerkungen) | Anmerkungen                              |
| Jahr | Titel                | DE | AT | CH | UK | US | CA | Anmerkungen                              |
| ---- | -------------------- | --- | --- | --- | --- | --- | --- | ---------------------------------------- |
| 1974 | Rush                 | — | — | — | — | US105 Gold · (14 Wo.)US | CA86 Gold · (… Wo.)CA | Erstveröffentlichung: 18. März 1974      |
| 1975 | Fly by Night         | — | — | — | — | US113 Platin · (8 Wo.)US | CA9 Platin · (… Wo.)CA | Erstveröffentlichung: 15. Februar 1975   |
| 1975 | Caress of Steel      | — | — | — | — | US148 Gold · (6 Wo.)US | CA60 Gold · (… Wo.)CA | Erstveröffentlichung: 24. September 1975 |
| 1976 | 2112                 | — | — | — | UK— GoldUK | US61 ×3Dreifachplatin · (37 Wo.)US                                                                                                | CA5 ×2Doppelplatin · (… Wo.)CA | Erstveröffentlichung: 1. April 1976      |
| 1977 | A Farewell to Kings  | — | — | — | UK22 Gold · (6 Wo.)UK | US33 Platin · (17 Wo.)US | CA11 Platin · (… Wo.)CA | Erstveröffentlichung: 29. August 1977    |
| 1978 | Hemispheres          | — | — | — | UK14 Silber · (6 Wo.)UK | US47 Platin · (21 Wo.)US | CA14 Platin · (… Wo.)CA | Erstveröffentlichung: 29. Oktober 1978   |
| 1980 | Permanent Waves      | DE47 a (1 Wo.)DE | — | CH6 a (1 Wo.)CH | UK3 Gold · (17 Wo.)UK | US4 Platin · (37 Wo.)US | CA3 Platin · (… Wo.)CA | Erstveröffentlichung: 1. Januar 1980     |
| 1981 | Moving Pictures      | DE22 b (2 Wo.)DE | — | CH72 b (2 Wo.)CH | UK3 Gold · (13 Wo.)UK | US3 ×5Fünffachplatin · (76 Wo.)US                                                                                                 | CA1 ×4Vierfachplatin · (… Wo.)CA                                                                                                  | Erstveröffentlichung: 12. Februar 1981   |
| 1982 | Signals              | DE88 c (1 Wo.)DE | — | — | UK3 Silber · (9 Wo.)UK | US10 Platin · (33 Wo.)US | CA1 Platin · (… Wo.)CA | Erstveröffentlichung: 9. September 1982  |
| 1984 | Grace Under Pressure | DE43 (4 Wo.)DE | — | — | UK5 Silber · (12 Wo.)UK | US10 Platin · (27 Wo.)US | CA4 Platin · (… Wo.)CA | Erstveröffentlichung: 12. April 1984     |
| 1985 | Power Windows        | — | — | — | UK9 Silber · (4 Wo.)UK | US10 Platin · (28 Wo.)US | CA5 Platin · (… Wo.)CA | Erstveröffentlichung: 11. Oktober 1985   |
| 1987 | Hold Your Fire       | DE34 (4 Wo.)DE | — | — | UK10 Silber · (4 Wo.)UK | US13 Gold · (30 Wo.)US | CA12 Platin · (… Wo.)CA | Erstveröffentlichung: 8. September 1987  |
| 1989 | Presto               | DE60 (10 Wo.)DE | — | — | UK27 Silber · (2 Wo.)UK | US16 Gold · (27 Wo.)US | CA7 Platin · (… Wo.)CA | Erstveröffentlichung: 21. November 1989  |
| 1991 | Roll the Bones       | DE35 (7 Wo.)DE | — | — | UK10 (4 Wo.)UK | US3 Platin · (43 Wo.)US | CA11 Platin · (… Wo.)CA | Erstveröffentlichung: 3. September 1991  |
| 1993 | Counterparts         | DE88 (5 Wo.)DE | — | — | UK14 (3 Wo.)UK | US2 Gold · (26 Wo.)US | CA6 Platin · (… Wo.)CA | Erstveröffentlichung: 19. Oktober 1993   |
| 1996 | Test for Echo        | DE45 (5 Wo.)DE | — | — | UK25 (3 Wo.)UK | US5 Gold · (15 Wo.)US | CA3 Gold · (… Wo.)CA | Erstveröffentlichung: 10. September 1996 |
| 2002 | Vapor Trails         | DE20 (5 Wo.)DE | — | — | UK38 (2 Wo.)UK | US6 (10 Wo.)US | CA3 Gold · (1 Wo.)CA | Erstveröffentlichung: 14. Mai 2002       |
| 2007 | Snakes & Arrows      | DE29 (4 Wo.)DE | AT41 (1 Wo.)AT | — | UK13 (3 Wo.)UK | US3 (14 Wo.)US | CA3 Gold · (2 Wo.)CA | Erstveröffentlichung: 1. Mai 2007        |
| 2012 | Clockwork Angels     | DE11 (4 Wo.)DE | AT57 (1 Wo.)AT | CH21 (2 Wo.)CH | UK21 (4 Wo.)UK | US2 (20 Wo.)US | CA1 Gold · (5 Wo.)CA | Erstveröffentlichung: 12. Juni 2012      |

grau schraffiert: keine Chartdaten aus diesem Jahr verfügbar

### Livealben
| Jahr | Titel                                | Höchstplatzierung, Gesamtwochen, AuszeichnungChartplatzierungen (Jahr, Titel, Platzierungen, Wochen, Auszeichnungen, Anmerkungen) | Höchstplatzierung, Gesamtwochen, AuszeichnungChartplatzierungen (Jahr, Titel, Platzierungen, Wochen, Auszeichnungen, Anmerkungen) | Höchstplatzierung, Gesamtwochen, AuszeichnungChartplatzierungen (Jahr, Titel, Platzierungen, Wochen, Auszeichnungen, Anmerkungen) | Höchstplatzierung, Gesamtwochen, AuszeichnungChartplatzierungen (Jahr, Titel, Platzierungen, Wochen, Auszeichnungen, Anmerkungen) | Höchstplatzierung, Gesamtwochen, AuszeichnungChartplatzierungen (Jahr, Titel, Platzierungen, Wochen, Auszeichnungen, Anmerkungen) | Höchstplatzierung, Gesamtwochen, AuszeichnungChartplatzierungen (Jahr, Titel, Platzierungen, Wochen, Auszeichnungen, Anmerkungen) | Anmerkungen                              |
| Jahr | Titel                                | DE | AT | CH | UK | US | CA | Anmerkungen                              |
| ---- | ------------------------------------ | --- | --- | --- | --- | --- | --- | ---------------------------------------- |
| 1976 | All the World’s a Stage              | — | — | — | UK— SilberUK | US40 Platin · (23 Wo.)US | CA6 Platin · (… Wo.)CA | Erstveröffentlichung: 29. September 1976 |
| 1981 | Exit … Stage Left                    | — | — | — | UK6 Silber · (14 Wo.)UK | US10 Platin · (21 Wo.)US | CA7 Platin · (… Wo.)CA | Erstveröffentlichung: 29. Oktober 1981   |
| 1989 | A Show of Hands                      | DE35 (7 Wo.)DE | — | — | UK12 (4 Wo.)UK | US21 Gold · (15 Wo.)US | CA— PlatinCA | Erstveröffentlichung: 10. Januar 1989    |
| 1998 | Different Stages                     | — | — | — | — | US35 Gold · (6 Wo.)US | CA12 Platin · (1 Wo.)CA | Erstveröffentlichung: 10. November 1998  |
| 2003 | Rush in Rio                          | — | — | — | — | US33 Gold · (2 Wo.)US | CA— GoldCA | Erstveröffentlichung: 21. Oktober 2003   |
| 2008 | Snakes & Arrows Tour                 | DE63 (1 Wo.)DE | — | — | UK70 (1 Wo.)UK | US18 (3 Wo.)US | CA8 (1 Wo.)CA | Erstveröffentlichung: 15. April 2008     |
| 2011 | Time Machine 2011: Live in Cleveland | DE58 (1 Wo.)DE | — | — | UK70 (1 Wo.)UK | US54 (1 Wo.)US | — | Erstveröffentlichung: 8. November 2011   |
| 2013 | Clockwork Angels Tour                | DE82 (1 Wo.)DE | — | CH8 (1 Wo.)CH | UK65 (1 Wo.)UK | US33 (1 Wo.)US | — | Erstveröffentlichung: 19. November 2013  |
| 2015 | R40 Live                             | DE49 (1 Wo.)DE | — | — | UK47 (1 Wo.)UK | US24 (5 Wo.)US | — | Erstveröffentlichung: 27. November 2015  |

grau schraffiert: keine Chartdaten aus diesem Jahr verfügbar
Weitere Livealben
- 2003: R30: 30th Anniversary World Tour
- 2006: Grace Under Pressure Tour
- 2014: Spirit of the Airwaves

### Kompilationen
| Jahr | Titel                                        | Höchstplatzierung, Gesamtwochen, AuszeichnungChartplatzierungen (Jahr, Titel, Platzierungen, Wochen, Auszeichnungen, Anmerkungen) | Höchstplatzierung, Gesamtwochen, AuszeichnungChartplatzierungen (Jahr, Titel, Platzierungen, Wochen, Auszeichnungen, Anmerkungen) | Höchstplatzierung, Gesamtwochen, AuszeichnungChartplatzierungen (Jahr, Titel, Platzierungen, Wochen, Auszeichnungen, Anmerkungen) | Höchstplatzierung, Gesamtwochen, AuszeichnungChartplatzierungen (Jahr, Titel, Platzierungen, Wochen, Auszeichnungen, Anmerkungen) | Höchstplatzierung, Gesamtwochen, AuszeichnungChartplatzierungen (Jahr, Titel, Platzierungen, Wochen, Auszeichnungen, Anmerkungen) | Höchstplatzierung, Gesamtwochen, AuszeichnungChartplatzierungen (Jahr, Titel, Platzierungen, Wochen, Auszeichnungen, Anmerkungen) | Anmerkungen                             |
| Jahr | Titel                                        | DE | AT | CH | UK | US | CA | Anmerkungen                             |
| ---- | -------------------------------------------- | --- | --- | --- | --- | --- | --- | --------------------------------------- |
| 1990 | Chronicles                                   | — | — | — | UK42 (2 Wo.)UK | US51 ×2Doppelplatin · (19 Wo.)US                                                                                                  | CA38 ×2Doppelplatin · (… Wo.)CA                                                                                                   | Erstveröffentlichung: 4. September 1990 |
| 2003 | The Spirit of Radio: Greatest Hits 1974–1987 | — | — | — | UK— GoldUK | US45 Gold · (10 Wo.)US | CA17 (… Wo.)CA | Erstveröffentlichung: 11. Februar 2003  |
| 2009 | Retrospective III: 1989-2008                 | — | — | — | — | US47 (1 Wo.)US | — | Erstveröffentlichung: 3. März 2009      |
| 2025 | Rush 50                                      | DE14 (1 Wo.)DE | — | CH73 (1 Wo.)CH | — | US160 (1 Wo.)US | — | Erstveröffentlichung: 21. März 2025     |

Weitere Kompilationen
- 1978: Rush Through Time
- 1997: Retrospective I
- 1997: Retrospective II
- 2006: Gold
- 2009: Working Men
- 2010: Time Stand Still: The Collection
- 2010: Icon

### Remixalben
| Jahr | Titel                | Höchstplatzierung, Gesamtwochen, AuszeichnungChartplatzierungen (Jahr, Titel, Platzierungen, Wochen, Auszeichnungen, Anmerkungen) | Höchstplatzierung, Gesamtwochen, AuszeichnungChartplatzierungen (Jahr, Titel, Platzierungen, Wochen, Auszeichnungen, Anmerkungen) | Höchstplatzierung, Gesamtwochen, AuszeichnungChartplatzierungen (Jahr, Titel, Platzierungen, Wochen, Auszeichnungen, Anmerkungen) | Höchstplatzierung, Gesamtwochen, AuszeichnungChartplatzierungen (Jahr, Titel, Platzierungen, Wochen, Auszeichnungen, Anmerkungen) | Höchstplatzierung, Gesamtwochen, AuszeichnungChartplatzierungen (Jahr, Titel, Platzierungen, Wochen, Auszeichnungen, Anmerkungen) | Höchstplatzierung, Gesamtwochen, AuszeichnungChartplatzierungen (Jahr, Titel, Platzierungen, Wochen, Auszeichnungen, Anmerkungen) | Anmerkungen                              |
| Jahr | Titel                | DE | AT | CH | UK | US | CA | Anmerkungen                              |
| ---- | -------------------- | --- | --- | --- | --- | --- | --- | ---------------------------------------- |
| 2013 | Vapor Trails Remixed | — | — | — | UK54 (1 Wo.)UK | US35 (2 Wo.)US | CA24 (1 Wo.)CA | Erstveröffentlichung: 27. September 2013 |

### EPs
| Jahr | Titel    | Höchstplatzierung, Gesamtwochen, AuszeichnungChartplatzierungen (Jahr, Titel, Platzierungen, Wochen, Auszeichnungen, Anmerkungen) | Höchstplatzierung, Gesamtwochen, AuszeichnungChartplatzierungen (Jahr, Titel, Platzierungen, Wochen, Auszeichnungen, Anmerkungen) | Höchstplatzierung, Gesamtwochen, AuszeichnungChartplatzierungen (Jahr, Titel, Platzierungen, Wochen, Auszeichnungen, Anmerkungen) | Höchstplatzierung, Gesamtwochen, AuszeichnungChartplatzierungen (Jahr, Titel, Platzierungen, Wochen, Auszeichnungen, Anmerkungen) | Höchstplatzierung, Gesamtwochen, AuszeichnungChartplatzierungen (Jahr, Titel, Platzierungen, Wochen, Auszeichnungen, Anmerkungen) | Höchstplatzierung, Gesamtwochen, AuszeichnungChartplatzierungen (Jahr, Titel, Platzierungen, Wochen, Auszeichnungen, Anmerkungen) | Anmerkungen                         |
| Jahr | Titel    | DE | AT | CH | UK | US | CA | Anmerkungen                         |
| ---- | -------- | --- | --- | --- | --- | --- | --- | ----------------------------------- |
| 2004 | Feedback | DE59 (2 Wo.)DE | — | — | UK68 (1 Wo.)UK | US19 (6 Wo.)US | CA5 (1 Wo.)CA | Erstveröffentlichung: 29. Juni 2004 |

## Singles
| Jahr | Titel Album                                             | Höchstplatzierung, Gesamtwochen, AuszeichnungChartplatzierungen (Jahr, Titel, Album, Platzierungen, Wochen, Auszeichnungen, Anmerkungen) | Höchstplatzierung, Gesamtwochen, AuszeichnungChartplatzierungen (Jahr, Titel, Album, Platzierungen, Wochen, Auszeichnungen, Anmerkungen) | Höchstplatzierung, Gesamtwochen, AuszeichnungChartplatzierungen (Jahr, Titel, Album, Platzierungen, Wochen, Auszeichnungen, Anmerkungen) | Höchstplatzierung, Gesamtwochen, AuszeichnungChartplatzierungen (Jahr, Titel, Album, Platzierungen, Wochen, Auszeichnungen, Anmerkungen) | Höchstplatzierung, Gesamtwochen, AuszeichnungChartplatzierungen (Jahr, Titel, Album, Platzierungen, Wochen, Auszeichnungen, Anmerkungen) | Höchstplatzierung, Gesamtwochen, AuszeichnungChartplatzierungen (Jahr, Titel, Album, Platzierungen, Wochen, Auszeichnungen, Anmerkungen) | Anmerkungen                                           |
| Jahr | Titel Album                                             | DE | AT | CH | UK | US | CA | Anmerkungen                                           |
| ---- | ------------------------------------------------------- | --- | --- | --- | --- | --- | --- | ----------------------------------------------------- |
| 1973 | Not Fade Away –                                         | — | — | — | — | — | CA88 (… Wo.)CA | Erstveröffentlichung: 1973                            |
| 1974 | In the Mood Rush                                        | — | — | — | — | — | CA31 (… Wo.)CA | Erstveröffentlichung: 5. Dezember 1974                |
| 1975 | Fly by Night                                            | — | — | — | — | — | CA45 (… Wo.)CA | Erstveröffentlichung: 22. April 1975                  |
| 1976 | Fly by Night/In the Mood (Live) All the World’s a Stage | — | — | — | — | US88 (4 Wo.)US | — | Erstveröffentlichung: 1976                            |
| 1977 | Closer to the Heart A Farewell to Kings                 | — | — | — | UK36 (3 Wo.)UK | US69 (11 Wo.)US | CA45 (… Wo.)CA | Erstveröffentlichung: Mai 1975                        |
| 1980 | Entre Nous Permanent Waves                              | — | — | — | — | — | CA94 (… Wo.)CA | Erstveröffentlichung: 1. Januar 1980                  |
| 1980 | The Spirit of Radio Permanent Waves                     | — | — | — | UK13 (7 Wo.)UK | US51 (8 Wo.)US | CA22 (… Wo.)CA | Erstveröffentlichung: März 1980                       |
| 1981 | Limelight Moving Pictures                               | — | — | — | — | US55 (9 Wo.)US | CA18 (… Wo.)CA | Erstveröffentlichung: 28. Februar 1981                |
| 1981 | Tom Sawyer Moving Pictures                              | — | — | — | UK— SilberUK | US44 (13 Wo.)US | CA24 (… Wo.)CA | Erstveröffentlichung: 28. Februar 1981                |
| 1981 | Vital Signs Moving Pictures                             | — | — | — | UK41 (4 Wo.)UK | — | — | Erstveröffentlichung: März 1981                       |
| 1981 | Tom Sawyer (Live) Exit...Stage Left                     | — | — | — | UK25 (6 Wo.)UK | — | — | Erstveröffentlichung: Oktober 1981                    |
| 1982 | New World Man Signals                                   | — | — | — | UK42 (3 Wo.)UK | US21 (12 Wo.)US | CA1 (… Wo.)CA | Erstveröffentlichung: 1982                            |
| 1982 | Subdivisions Signals                                    | — | — | — | UK53 (2 Wo.)UK | — | CA36 (… Wo.)CA | Erstveröffentlichung: Mai 1982                        |
| 1983 | Countdown Signals                                       | — | — | — | UK36 (5 Wo.)UK | — | — | Erstveröffentlichung: 1983                            |
| 1984 | The Body Electric Grace Under Pressure                  | — | — | — | UK56 (3 Wo.)UK | — | CA86 (… Wo.)CA | Erstveröffentlichung: 1984                            |
| 1985 | The Big Money Power Windows                             | — | — | — | UK46 (3 Wo.)UK | US45 (14 Wo.)US | CA52 (… Wo.)CA | Erstveröffentlichung: Oktober 1985                    |
| 1987 | Time Stand Still Hold Your Fire                         | — | — | — | UK42 (3 Wo.)UK | — | CA52 (… Wo.)CA | Erstveröffentlichung: 19. Oktober 1987 mit Aimee Mann |
| 1988 | Prime Mover Hold Your Fire                              | — | — | — | UK43 (3 Wo.)UK | — | — | Erstveröffentlichung: 11. April 1988                  |
| 1989 | Show Don’t Tell Presto                                  | — | — | — | — | — | CA46 (… Wo.)CA | Erstveröffentlichung: 1989                            |
| 1990 | The Pass Presto                                         | — | — | — | — | — | CA25 (… Wo.)CA | Erstveröffentlichung: 1990                            |
| 1990 | Superconductor Presto                                   | — | — | — | — | — | CA67 (… Wo.)CA | Erstveröffentlichung: 1989                            |
| 1991 | Dreamline Roll the Bones                                | — | — | — | — | — | CA36 (… Wo.)CA | Erstveröffentlichung: 1991                            |
| 1991 | Roll the Bones                                          | — | — | — | UK49 (1 Wo.)UK | — | CA25 (… Wo.)CA | Erstveröffentlichung: 1989                            |
| 1992 | Ghost of a Chance Roll the Bones                        | — | — | — | — | — | CA40 (… Wo.)CA | Erstveröffentlichung: 1992                            |
| 1992 | Bravado Roll the Bones                                  | — | — | — | — | — | CA56 (… Wo.)CA | Erstveröffentlichung: 1992                            |
| 1993 | Stick it Out Counterparts                               | — | — | — | — | — | CA63 (… Wo.)CA | Erstveröffentlichung: 1993                            |
| 1994 | Cold Fire Counterparts                                  | — | — | — | — | — | CA48 (… Wo.)CA | Erstveröffentlichung: 1994                            |
| 1994 | Nobody’s Hero Counterparts                              | — | — | — | — | — | CA19 (… Wo.)CA | Erstveröffentlichung: 1994                            |
| 1996 | Test for Echo                                           | — | — | — | — | — | CA6 (… Wo.)CA | Erstveröffentlichung: 1996                            |
| 1996 | Half the World Test for Echo                            | — | — | — | — | — | CA33 (… Wo.)CA | Erstveröffentlichung: 1996                            |
| 1997 | Driven Test for Echo                                    | — | — | — | — | — | CA60 (… Wo.)CA | Erstveröffentlichung: 1997                            |
| 2010 | Caravan Clockwork Angels                                | — | — | — | — | — | CA44 (1 Wo.)CA | Erstveröffentlichung: 1. Juni 2010                    |
| 2010 | BU2B Clockwork Angels                                   | — | — | — | — | — | CA50 (1 Wo.)CA | Erstveröffentlichung: 1. Juni 2010                    |
| 2012 | Headlong Flight Clockwork Angels                        | — | — | — | — | — | CA84 (1 Wo.)CA | Erstveröffentlichung: 19. April 2012                  |

Weitere Singles
| - 1973: You Can’t Fight It - 1974: Finding My Way - 1975: Making Memories - 1976: The Necromance: Return of the Prince - 1976: Lakeside Park - 1977: The Twilight Zone - 1977: 2112: Overture/The Temples of Syrinx - 1977: A Passage to Bangkok - 1978: Cinderella Man - 1978: The Trees - 1979: Circumstances - 1980: Freewill - 1981: Closer to the Heart (Live) - 1982: A Passage to Bangkok (Live) - 1983: The Analog Kid - 1983: The Weapon - 1984: Distant Early Warning - 1984: Red Sector A - 1984: Afterimage - 1985: Territories - 1985: Manhattan Project - 1986: Mystic Rhythms - 1986: Marathon - 1987: Force Ten - 1988: Lock and Key | - 1988: Mission - 1989: Closer to the Heart (Live) - 1989: Mission (Live) - 1989: Marathon (Live) - 1990: Presto - 1992: Face Up - 1992: Heresy - 1994: Animate - 1994: Double Agent - 1997: Virtuality - 1997: Resist - 1998: The Spirit of Radio (Live) - 1999: Closer to the Heart (Live) - 2002: Secret Touch - 2002: One Little Victory - 2002: Sweet Miracle - 2003: Resist (Live Acoustic) - 2004: Summertime Blues - 2007: Far Cry - 2007: Spindrift - 2007: The Larger Bowl (A Pantoum) - 2008: Workin’ Them Angels - 2008: Workin’ Them Angels (Live) - 2012: The Wreckers - 2013: The Anarchist |

## Videoalben und Musikvideos

### Videoalben
| Jahr | Titel                                | Höchstplatzierung, Gesamtwochen, AuszeichnungChartplatzierungen (Jahr, Titel, Platzierungen, Wochen, Auszeichnungen, Anmerkungen) | Höchstplatzierung, Gesamtwochen, AuszeichnungChartplatzierungen (Jahr, Titel, Platzierungen, Wochen, Auszeichnungen, Anmerkungen) | Höchstplatzierung, Gesamtwochen, AuszeichnungChartplatzierungen (Jahr, Titel, Platzierungen, Wochen, Auszeichnungen, Anmerkungen) | Höchstplatzierung, Gesamtwochen, AuszeichnungChartplatzierungen (Jahr, Titel, Platzierungen, Wochen, Auszeichnungen, Anmerkungen) | Höchstplatzierung, Gesamtwochen, AuszeichnungChartplatzierungen (Jahr, Titel, Platzierungen, Wochen, Auszeichnungen, Anmerkungen) | Höchstplatzierung, Gesamtwochen, AuszeichnungChartplatzierungen (Jahr, Titel, Platzierungen, Wochen, Auszeichnungen, Anmerkungen) | Anmerkungen                |
| Jahr | Titel                                | DE | AT | CH | UK | US | CA | Anmerkungen                |
| ---- | ------------------------------------ | --- | --- | --- | --- | --- | --- | -------------------------- |
| 1990 | Chronicles                           | — | — | — | UK23 (4 Wo.)UK | US— PlatinUS | CA— GoldCA | Erstveröffentlichung: 1990 |
| 2003 | Rush in Rio                          | — | — | — | UK3 Platin · (49 Wo.)UK | US— ×7SiebenfachplatinUS | CA— DiamantCA | Erstveröffentlichung: 2003 |
| 2005 | R30: 30th Anniversary World Tour     | — | — | — | UK2 Gold · (16 Wo.)UK | US— ×5FünffachplatinUS | CA— ×8AchtfachplatinCA | Erstveröffentlichung: 2005 |
| 2006 | Rush Replay X3                       | — | — | — | UK2 (8 Wo.)UK | US— ×2DoppelplatinUS | CA— ×5FünffachplatinCA | Erstveröffentlichung: 2006 |
| 2008 | Snakes & Arrows Live                 | — | — | — | UK5 (16 Wo.)UK | US— ×2DoppelplatinUS | CA— ×5FünffachplatinCA | Erstveröffentlichung: 2008 |
| 2011 | Time Machine 2011: Live in Cleveland | — | — | — | UK2 (17 Wo.)UK | US— ×2DoppelplatinUS | — | Erstveröffentlichung: 2011 |
| 2013 | Clockwork Angels Tour                | — | — | CH8 (1 Wo.)CH | UK2 (18 Wo.)UK | US— PlatinUS | CA— ×2DoppelplatinCA | Erstveröffentlichung: 2013 |
| 2014 | R40 Live                             | — | — | — | UK29 (2 Wo.)UK | US— GoldUS | — | Erstveröffentlichung: 2014 |
| 2016 | Time Stand Still                     | — | — | — | UK12 (12 Wo.)UK | US— GoldUS | — | Erstveröffentlichung: 2016 |

Weitere Videoalben
- 1981: Exit... Stage Left (US: Gold)
- 1984: Grace Under Pressure
- 1985: Through the Camera Eye
- 1989: A Show of Hands (US, CA: Platin)

### Musikvideos
| - 1975: Fly By Night - 1977: Closer to the Heart - 1977: A Farewell to Kings - 1977: Xanadu - 1978: Circumstances - 1978: The Trees - 1978: La Villa Strangiato - 1981: Limelight - 1981: Tom Sawyer - 1981: Red Barchetta - 1981: Vital Sings - 1982: Subdivisions - 1983: Countdown - 1984: Distant Early Warning - 1984: Afterimage - 1984: The Body’s Electric - 1984: The Enemy Within | - 1985: The Big Money - 1986: Mystic Rhythms - 1987: Time Stand Still - 1988: Lock and Key - 1989: Show Don’t Tell - 1990: The Pass - 1990: Superconductor - 1992: Roll the Bones - 1993: Stick It Out - 1994: Nobody’s Hero - 1996: Half the World - 1997: Driven - 2007: Far Cry - 2007: Malignant Narcissism - 2012: Headlong Flight - 2012: The Wreckers |

## Boxsets
| Jahr | Titel     | Höchstplatzierung, Gesamtwochen, AuszeichnungChartplatzierungen (Jahr, Titel, Platzierungen, Wochen, Auszeichnungen, Anmerkungen) | Höchstplatzierung, Gesamtwochen, AuszeichnungChartplatzierungen (Jahr, Titel, Platzierungen, Wochen, Auszeichnungen, Anmerkungen) | Höchstplatzierung, Gesamtwochen, AuszeichnungChartplatzierungen (Jahr, Titel, Platzierungen, Wochen, Auszeichnungen, Anmerkungen) | Höchstplatzierung, Gesamtwochen, AuszeichnungChartplatzierungen (Jahr, Titel, Platzierungen, Wochen, Auszeichnungen, Anmerkungen) | Höchstplatzierung, Gesamtwochen, AuszeichnungChartplatzierungen (Jahr, Titel, Platzierungen, Wochen, Auszeichnungen, Anmerkungen) | Höchstplatzierung, Gesamtwochen, AuszeichnungChartplatzierungen (Jahr, Titel, Platzierungen, Wochen, Auszeichnungen, Anmerkungen) | Anmerkungen                      |
| Jahr | Titel     | DE | AT | CH | UK | US | CA | Anmerkungen                      |
| ---- | --------- | --- | --- | --- | --- | --- | --- | -------------------------------- |
| 1978 | Archieves | — | — | — | — | US121 Platin · (6 Wo.)US | CA50 (… Wo.)CA | Erstveröffentlichung: April 1978 |

grau schraffiert: keine Chartdaten aus diesem Jahr verfügbar
Weitere Boxsets
- 2013: The Studio Albums 1989–2007

## Sonderveröffentlichungen
Filme
- 2010: Beyond the Lighted Stage (US: ×2Doppelplatin )

## Statistik

### Chartauswertung
|                     | DE     | AT    | CH    | UK     | US     | CA     |
| ------------------- | ------ | ----- | ----- | ------ | ------ | ------ |
| Nummer-eins-Alben   | DE—DE  | AT—AT | CH—CH | UK—UK  | US—US  | CA3CA  |
| Top-10-Alben        | DE—DE  | AT—AT | CH2CH | UK8UK  | US11US | CA17CA |
| Alben in den Charts | DE20DE | AT2AT | CH5CH | UK24UK | US34US | CA28CA |

|                       | DE    | AT    | CH    | UK     | US    | CA     |
| --------------------- | ----- | ----- | ----- | ------ | ----- | ------ |
| Nummer-eins-Singles   | DE—DE | AT—AT | CH—CH | UK—UK  | US—US | CA1CA  |
| Top-10-Singles        | DE—DE | AT—AT | CH—CH | UK—UK  | US—US | CA2CA  |
| Singles in den Charts | DE—DE | AT—AT | CH—CH | UK12UK | US7US | CA29CA |

|                          | DE    | AT    | CH    | UK    | US    | CA    |
| ------------------------ | ----- | ----- | ----- | ----- | ----- | ----- |
| Nummer-eins-Videoalben   | DE—DE | AT—AT | CH—CH | UK—UK | US—US | CA—CA |
| Top-10-Videoalben        | DE—DE | AT—AT | CH1CH | UK6UK | US—US | CA—CA |
| Videoalben in den Charts | DE—DE | AT—AT | CH1CH | UK9UK | US—US | CA—CA |

### Auszeichnungen für Musikverkäufe
| Goldene Schallplatte - Brasilien - 2025: für das Album Rush 50 - Vereinigte Staaten - 2017: für die Videosingle R40 |

Anmerkung: Auszeichnungen in Ländern aus den Charttabellen bzw. Chartboxen sind in ebendiesen zu finden.
| Land/RegionAuszeichnungen für Musikverkäufe (Land/Region, Auszeichnungen, Verkäufe, Quellen) | Silber     | Gold       | Platin       | Diamant  | Verkäufe   | Quellen             |
| -------------------------------------------------------------------------------------------- | ---------- | ---------- | ------------ | -------- | ---------- | ------------------- |
| Brasilien (PMB)                                                                              | —          | Gold1      | —            | —        | 20.000     | pro-musicabr.org.br |
| Kanada (MC)                                                                                  | —          | 8× Gold8   | 44× Platin44 | Diamant1 | 2.995.000  | musiccanada.com     |
| Vereinigte Staaten (RIAA)                                                                    | —          | 14× Gold14 | 44× Platin44 | —        | 28.500.000 | riaa.com            |
| Vereinigtes Königreich (BPI)                                                                 | 9× Silber9 | 6× Gold6   | Platin1      | —        | 1.255.000  | bpi.co.uk           |
| Insgesamt                                                                                    | 9× Silber9 | 29× Gold29 | 89× Platin89 | Diamant1 |            |                     |